# 牛深市立天附中学校
牛深市立天附中学校（うしぶかしりつあまつけちゅうがっこう）は熊本県牛深市（現・天草市）にあった公立中学校。

## 沿革
- 1951年4月1日 - 牛深中学校から独立し牛深町立天附中学校開校
- 1954年4月1日 - 牛深市立天附中学校と改称
- 2004年3月31日 - 牛深中学校へ統合